# هارتست
هارتست (به انگلیسی: Hartest) یک روستا و محله مدنی در بریتانیا است که در Babergh واقع شده‌است. هارتست ۴۴۶ نفر جمعیت دارد.  